# Pinay

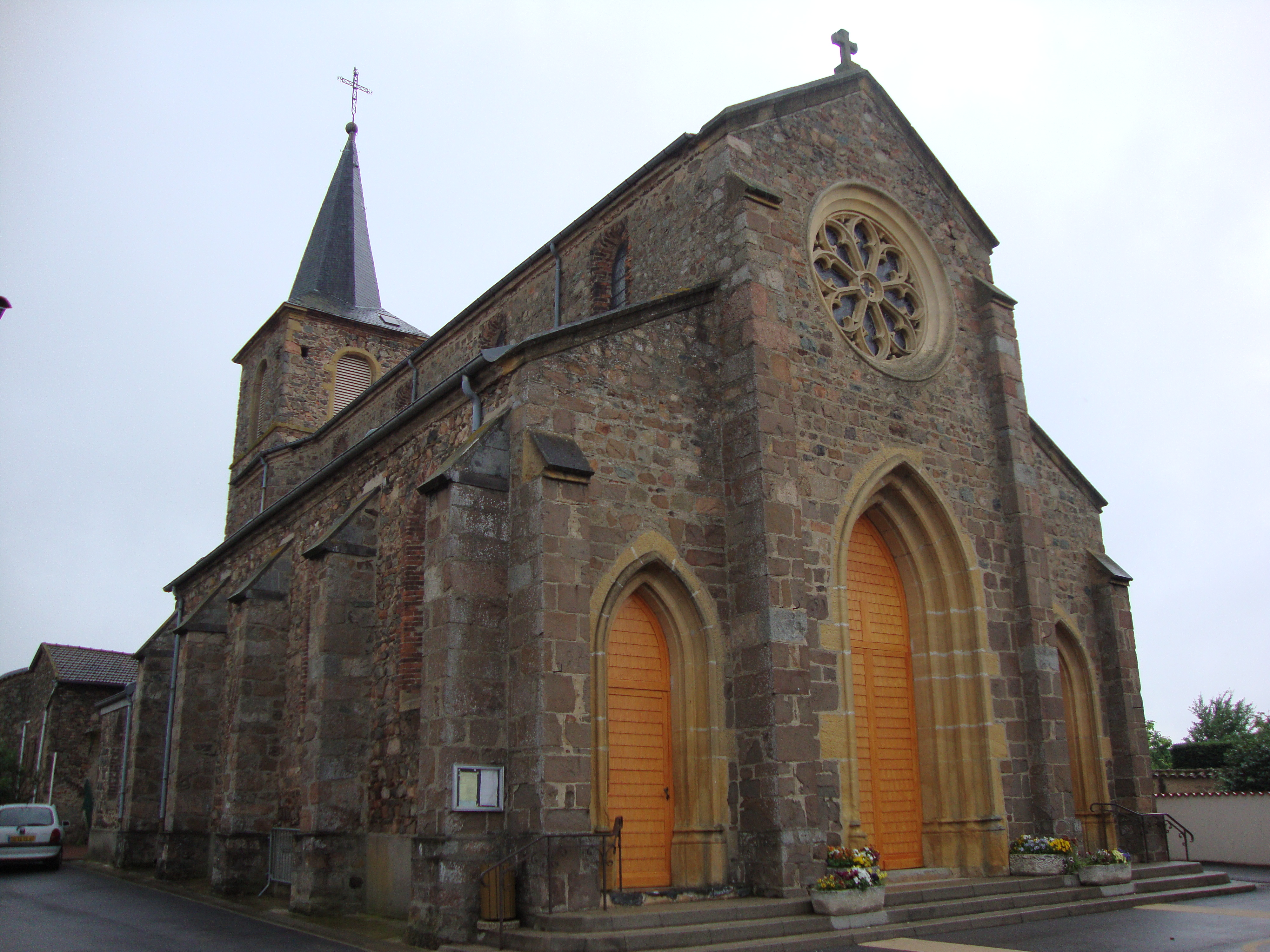
Kościół w Pinay, 2010

Pinay – miejscowość i gmina we Francji, w regionie Owernia-Rodan-Alpy, w departamencie Loara.
Według danych na rok 1990 gminę zamieszkiwało 280 osób, a gęstość zaludnienia wynosiła 42 os./km² (wśród 2880 gmin regionu Rodan-Alpy Pinay plasuje się na 1349. miejscu pod względem liczby ludności, natomiast pod względem powierzchni na miejscu 1385.).